# Szószéki-barlang
A Szószéki-barlang a Budapest XII. kerületében, a Duna–Ipoly Nemzeti Park területén található egyik dolomitbarlang.

## Leírás
A Budai-hegységben, a Budai Tájvédelmi Körzetben, Zugligetben elhelyezkedő barlang a Hunyad-orom ÉNy-i lejtőjén lévő Szószék-szikla É-i tagjának tövében található. A barlangnak 5 bejárata van, melyek közül az egyik csak egy kicsi (kb. 10 cm átmérőjű) lyuk. Két alsó bejárata közül az egyik (a tágabb) Ny felé, a Tündér-szikla irányába néz. Másik, hasadék jellegű bejárata járhatatlanul szűk. E két bejáratnál látható az a törési sík, mely a barlang keletkezésében preformáló tényező volt. A két felső bejárat É-i, valamint D-i tájolású.
Az 1. bejárata 0,7 m széles, 0,4 m magas, természetes jellegű, hasadék alakú és vízszintes tengelyirányú. A 2. bejárata 0,75 m széles, 0,55 m magas, természetes jellegű, szabálytalan alakú és vízszintes tengelyirányú. A 3. bejárata 0,4 m széles, 0,5 m magas, természetes jellegű, négyszög alakú és vízszintes tengelyirányú. A 4. bejárata 0,2 m széles, 0,8 m magas, természetes jellegű, hasadék alakú és lejtő tengelyirányú.
A kicsi, szűk, térben elágazó barlang közel húzódik a felszínhez. Tulajdonképpen egy sziklaorrban fekszik, ennek köszönhető az, hogy több bejárata van. Élete már csak rövid ideig fog tartani földtörténeti időskálán mérve. Tektonikus előkészítés után korrózióval és kifagyásos aprózódással jött létre felső triász fődolomitban. A barlang formakincsében megfigyelhetők korróziós genetikájára utaló jegyei a kis gömbüstszerű formák alakjában. Összetöredezett kalcitbekérgezések, jellegtelen, poros borsókövek, valamint érdekes, strucctojáshoz hasonló formák vannak benne. Ez utóbbiak régi, szenilis kalcitkéreggel összecementáltan láthatók, talán régi nagyobb dolomit anyagú görgetegek lehetnek.
Az üreg alját vékonyan avar, valamint a hidrotermásan bontott kőzetanyagból kipergett anyag fedi. A teljes barlang ki van csúszkálva, de szerencsére eddig mentes szeméttől és firkálásoktól. Sziklaodú térformájú, többszintes barlang. Változó lejtésviszonyú és jellemző szelvénytípusa a szabálytalan szelvény. A könnyű sétával megközelíthető barlang könnyen bejárható és szabadon látogatható.

## Kutatástörténet
2004-ben Gazda Attila mérte fel a barlangot és a felmérés alapján, 2004. december 5-én megszerkesztette a barlang alaprajz térképét, amelyen a barlang 1 keresztmetszete és 1 hosszmetszete is látható. A 2004-ben készült nyilvántartólapja szerint 261 m tszf. magasságban nyílik a részletesen felmért, 7,2 m hosszú, 2,2 m függőleges kiterjedésű, 2,2 m magas, 0 m mély és 2,6 m vízszintes kiterjedésű barlang.

## Képgaléria

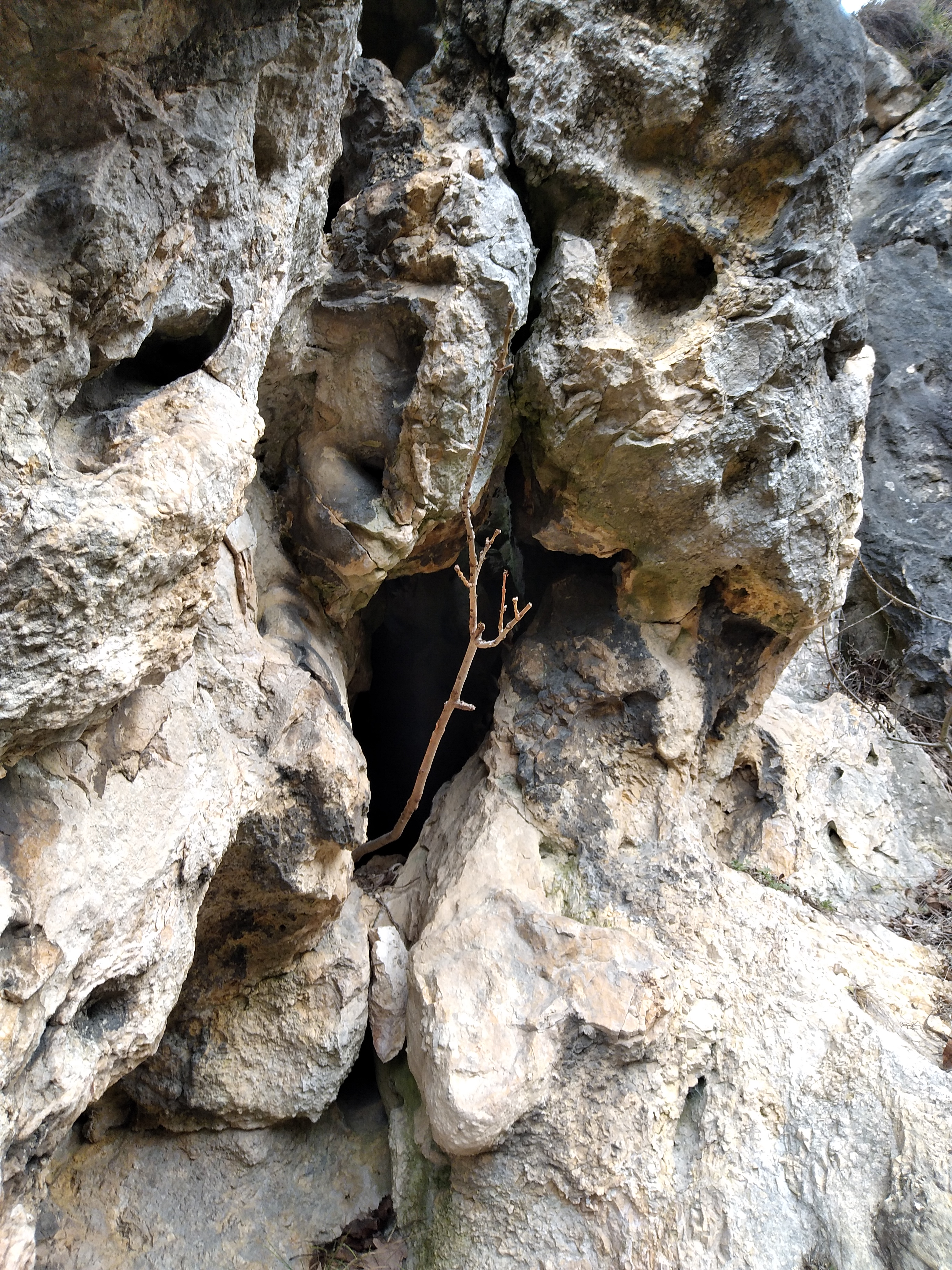
A Szószéki-barlang egyik bejárata
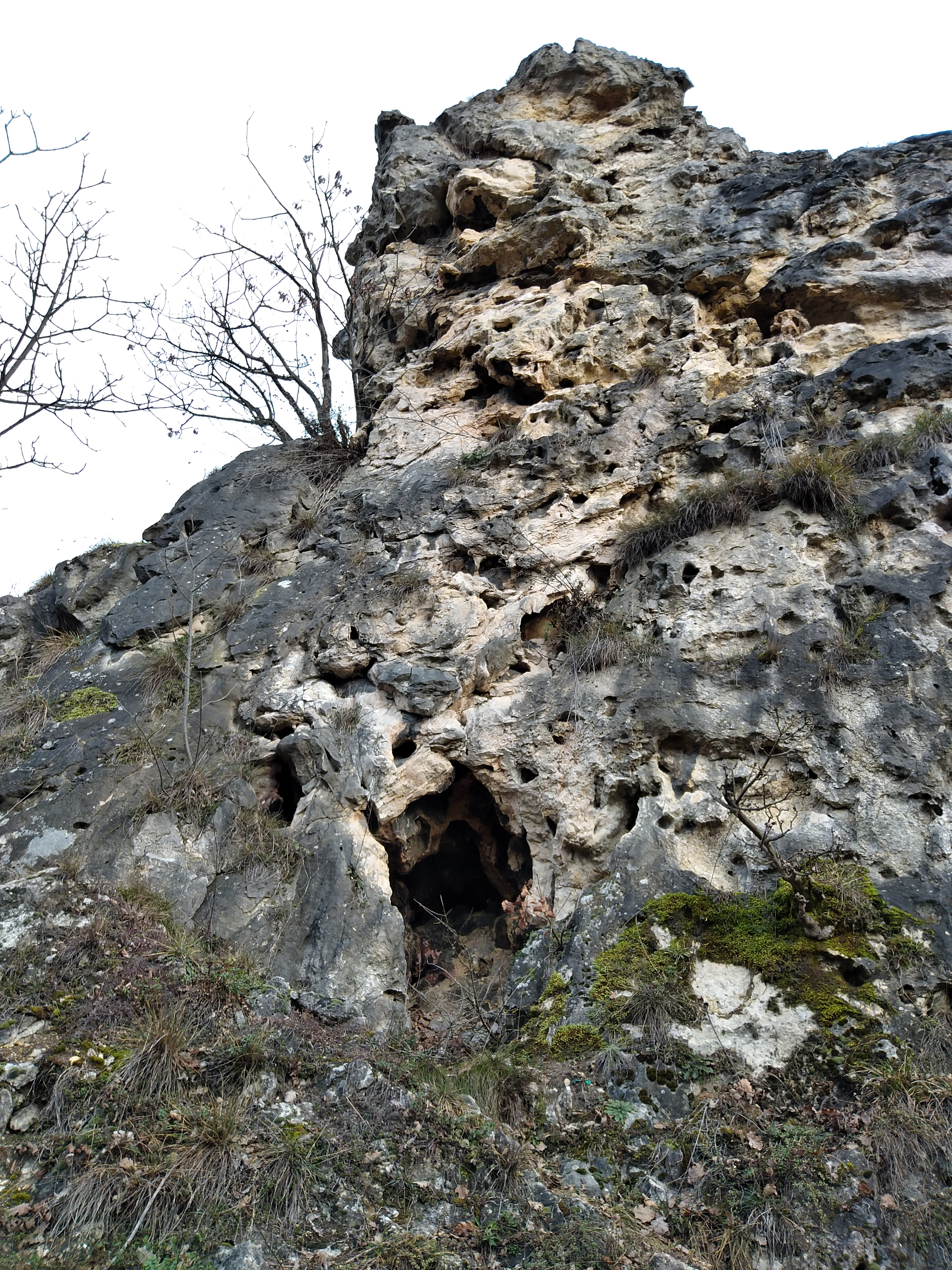
A barlang közelében lévő, a Zugligeti útról is látható üreg